# Capo Nord-est

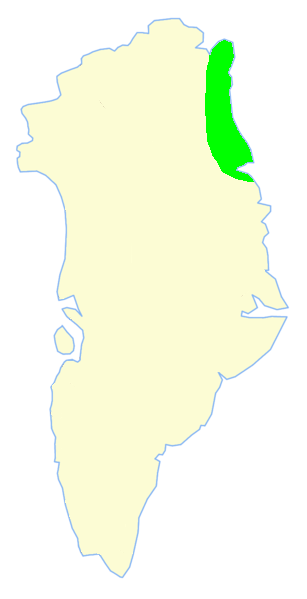
La Terra di Re Federico VIII, dove si trova il capo Nord-est

Il capo Nord-est (o Nordostrundingen) è l'estremo capo nordorientale della Groenlandia e si trova nella Terra di Re Federico VIII; è situato nel parco Nazionale della Groenlandia Nordorientale. A sud-est si affaccia sul mare di Groenlandia, a est e nord sul mar Glaciale Artico e a nord-ovest sul Danmark Fjord.